# Яковенко Олександр Павлович
Олекса́ндр Па́влович Якове́нко (нар. 23 червня 1987, Київ, СРСР) — український футболіст, півзахисник. У минулому — гравець юніорських, юнацьких та молодіжної збірних України. Зіграв 1 матч за національну збірну України.
Син українського футболіста та тренера Павла Яковенка, брат футболіста Юрія Яковенка.

## Клубна кар'єра

### «Металіст»
Вихованець київської футбольної школи «Локомотив-МСМ-ОМІКС». Навесні 2004 року приєднався до харківського «Металіста», виступав насамперед у складі другої команди клубу та команди дублерів, де зіграв 9 матчів і забив 1 гол. У головній команді провів 8 матчів. До нього почали проявляти цікавість різні клуби.

### Бельгійські клуби
2005 року переїхав до Бельгії, де спочатку захищав кольори клубу «Льєрс». За рік приєднався до складу клубу «Генк», а ще за два роки — до «Андерлехта». З початку сезону 2009—2010 грав у Лізі Жупіле за команду «Вестерло».
Влітку 2011 року повернувся до «Андерлехта», але вже за півроку знову був відданий в оренду, цього разу в «Ауд-Геверле», де провів першу половину 2012 року, після чого знову повернувся до столичного клубу. Початок сезону 2012-2013 став успішним для Яковенка. Своїми двома голами проти кіпрського АЕЛа він допоміг «Андерлехту» пройти до групового етапу Ліги чемпіонів.

### «Фіорентіна»
У серпні 2013 року Олександр Яковенко став гравцем італійської «Фіорентіни». Футболіст підписав трирічний контракт, за умовами якого захищатиме кольори «фіалок» до літа 2016 року. Сума зарплати українця не розголошувалася.
Проте в складі клубу з Флоренції закріпитись не зумів, зігравши за півроку лише в трьох матчах Серії А, тому 31 січня 2014 року був відданий в оренду в іспанську «Малагу» до кінця сезону. 28 січня 2016 року стало відомо, що футболіст розірвав контракт з італійським клубом.

### «Динамо»
2 лютого 2016 року офіційно став гравцем київського «Динамо». Наприкінці травня того ж року залишив київський клуб у статусі вільного агента.

### Завершення кар'єри
На початку 2017-го року, після невдалого перегляду у «Нью-Йорк Ред Буллз», завершив кар'єру гравця у 29 років..

## Виступи за збірні
З початку 2002 року почав залучатися до збірних команд України різних вікових категорій. Дебют у формі збірних — 4 лютого 2002 року у складі юнацької збірної U-17 у матчі проти молдовських однолітків (перемога 2:1).
Протягом 2006—2008 провів 9 ігор у складі молодіжної збірної України.
21 квітня 2010 року головний тренер національної збірної України Мирон Маркевич назвав Яковенка серед 24 гравців для участі в першому зборі команди перед товариськими зустрічами у травні 2010 року.
2 червня 2010 року зіграв свій єдиний матч за національну збірну України (перемога в товариському матчі проти збірної Норвегії (1:0)).

### Матчі за національну збірну
| # | Дата       | Стадіон         | Суперник | Рахунок | Турнір      | Місце    | Голи | Жовта картка · Червона картка | Капітан |
| - | ---------- | --------------- | -------- | ------- | ----------- | -------- | ---- | ----------------------------- | ------- |
| 1 | 02.06.2010 | «Уллевол», Осло | Норвегія | 0—1     | товариський | Норвегія |      |                               |         |

## Досягнення

### Командні
«Андерлехт»
Чемпіонат Бельгії
- Чемпіон (2): 2011-12, 2012-13
- Срібний призер Чемпіонату Бельгії: 2007; 2008; 2009

Кубок Бельгії
- Володар (1): 2007-08

Суперкубок Бельгії
- Володар (1): 2012